# Мешево
Мешево је насељено место града Крушевца у Расинском округу. Према попису из 2022. било је 428 становника (према попису из 1991. било је 746 становника).

## Демографија
У насељу Мешево живи 519 пунолетних становника, а просечна старост становништва износи 45,8 година (45,6 код мушкараца и 46,0 код жена). У насељу има 183 домаћинства, а просечан број чланова по домаћинству је 3,42.
Ово насеље је великим делом насељено Србима (према попису из 2002. године), а у последња три пописа, примећен је пад у броју становника.
|  |

| Демографија | Демографија | Демографија |
| Година      | Становника  | Становника  |
| ----------- | ----------- | ----------- |
| 1948.       | 817         |             |
| 1953.       | 880         |             |
| 1961.       | 841         |             |
| 1971.       | 827         |             |
| 1981.       | 776         |             |
| 1991.       | 746         | 722         |
| 2002.       | 626         | 656         |

| Етнички састав према попису из 2002.‍ | Етнички састав према попису из 2002.‍ | Етнички састав према попису из 2002.‍ | Етнички састав према попису из 2002.‍ | Етнички састав према попису из 2002.‍ |
| ------------------------------------ | ------------------------------------ | ------------------------------------ | ------------------------------------ | ------------------------------------ |
|                                      |                                      |                                      |                                      |                                      |
| Срби                                 | Срби                                 |                                      | 618                                  | 98,72%                               |
| Црногорци                            | Црногорци                            |                                      | 1                                    | 0,15%                                |
| Словаци                              | Словаци                              |                                      | 1                                    | 0,15%                                |
| непознато                            | непознато                            |                                      | 6                                    | 0,95%                                |

| Година пописа     | 1948. | 1953. | 1961. | 1971. | 1981. | 1991. | 2002. |
| ----------------- | ----- | ----- | ----- | ----- | ----- | ----- | ----- |
| Број домаћинстава | 148   | 165   | 181   | 193   | 202   | 201   | 183   |

| Број чланова      | 1  | 2  | 3  | 4  | 5  | 6  | 7 | 8 | 9 | 10 и више | Просек |
| ----------------- | -- | -- | -- | -- | -- | -- | - | - | - | --------- | ------ |
| Број домаћинстава | 33 | 55 | 15 | 21 | 20 | 26 | 8 | 3 | 2 | 0         | 3,42   |

| Пол    | Укупно | Неожењен/Неудата | Ожењен/Удата | Удовац/Удовица | Разведен/Разведена | Непознато |
| ------ | ------ | ---------------- | ------------ | -------------- | ------------------ | --------- |
| Мушки  | 256    | 40               | 196          | 19             | 1                  | 0         |
| Женски | 278    | 32               | 194          | 48             | 4                  | 0         |
| УКУПНО | 534    | 72               | 390          | 67             | 5                  | 0         |

| Пол    | Укупно                    | Пољопривреда, лов и шумарство | Рибарство                            | Вађење руде и камена | Прерађивачка индустрија       |
| ------ | ------------------------- | ----------------------------- | ------------------------------------ | -------------------- | ----------------------------- |
| Мушки  | 147                       | 61                            | 0                                    | 0                    | 38                            |
| Женски | 81                        | 58                            | 0                                    | 0                    | 8                             |
| УКУПНО | 228                       | 119                           | 0                                    | 0                    | 46                            |
| Пол    | Производња и снабдевање   | Грађевинарство                | Трговина                             | Хотели и ресторани   | Саобраћај, складиштење и везе |
| Мушки  | 1                         | 4                             | 11                                   | 2                    | 3                             |
| Женски | 0                         | 1                             | 3                                    | 0                    | 1                             |
| УКУПНО | 1                         | 5                             | 14                                   | 2                    | 4                             |
| Пол    | Финансијско посредовање   | Некретнине                    | Државна управа и одбрана             | Образовање           | Здравствени и социјални рад   |
| Мушки  | 0                         | 1                             | 3                                    | 4                    | 1                             |
| Женски | 0                         | 2                             | 0                                    | 3                    | 3                             |
| УКУПНО | 0                         | 3                             | 3                                    | 7                    | 4                             |
| Пол    | Остале услужне активности | Приватна домаћинства          | Екстериторијалне организације и тела | Непознато            | Непознато                     |
| Мушки  | 2                         | 0                             | 0                                    | 16                   | 16                            |
| Женски | 0                         | 0                             | 0                                    | 2                    | 2                             |
| УКУПНО | 2                         | 0                             | 0                                    | 18                   | 18                            |